# Ludwika Śniadecka
Ludwika Śniadecka (ur. 4 sierpnia 1802 w Wilnie, zm. 22 lutego 1866 w Stambule) – polska działaczka w Imperium Osmańskim w okresie rozbiorów Polski.
Była córką Jędrzeja Śniadeckiego i Konstancji Mikułowskiej. Młodzieńcza, nieodwzajemniona miłość Juliusza Słowackiego – upamiętniona w korespondencji i utworach poety. 
W 1842 r. poznała w Stambule Michała Czajkowskiego (Sadyka Paszę). Po przejściu na islam została jego żoną i wspierała go ofiarnie w działalności politycznej, między innymi w zakładaniu Adampola – polskiej osady w okolicach Stambułu. Została pochowana w Adampolu.
Sympatyczka Rosji, zarzucała katolicyzmowi oderwanie Polaków od wielkiej rodziny słowiańskiej.
Skamandryta Stanisław Baliński poświęcił jej wiersz "Ziemia z Jaszun".